# سوبارتو

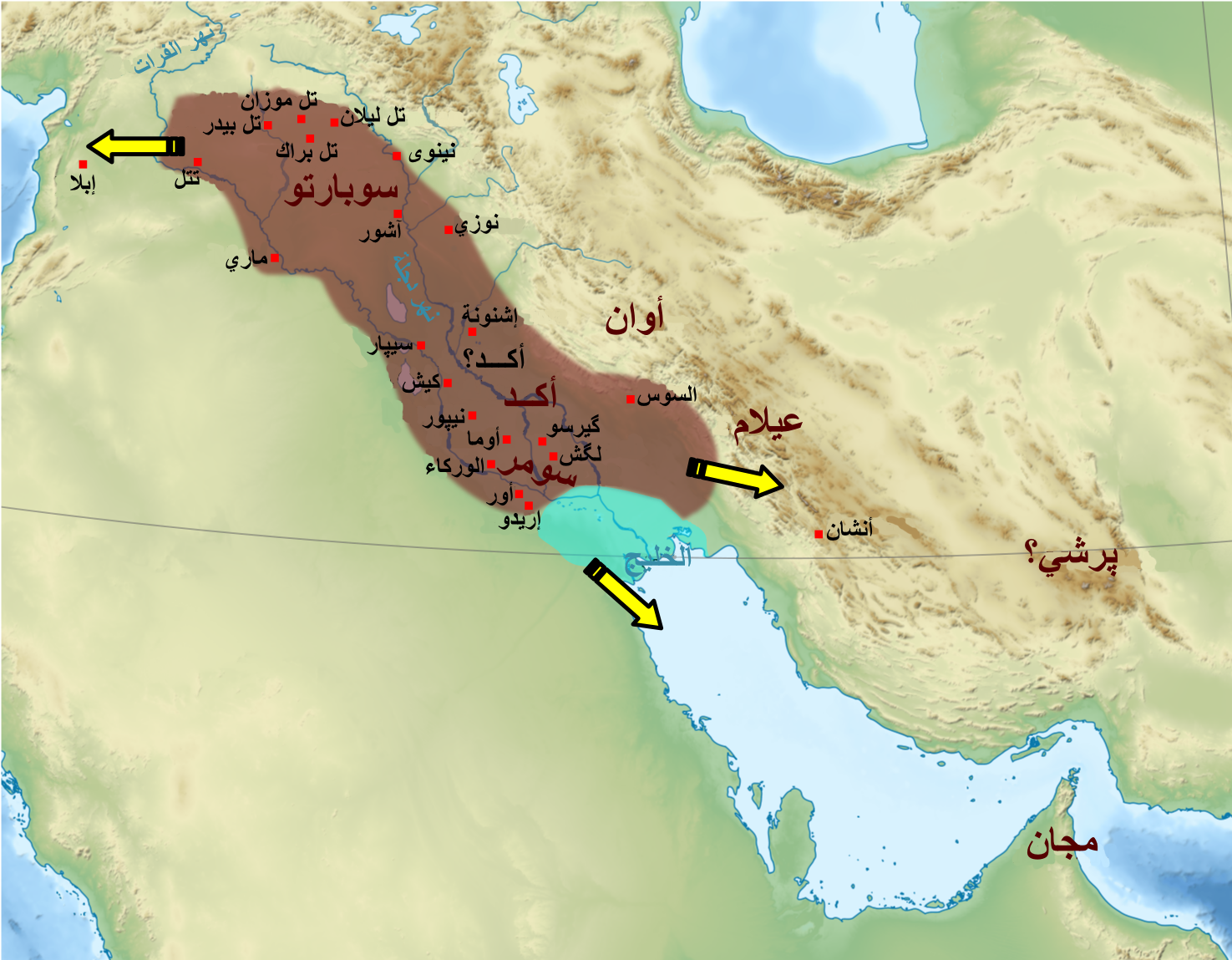

أرض سوبارتو (بالأكدية: سوبارتوم، صوبارتوم. بالسومرية: سوبار، صوبار)، هي من منطقة مذكورة في عدة كتابات من العصر البرونزي، ورد أسم المنطقة تحت أسم سوباري في رسائل تل العمارنة، كما سميت ب-صبر في أوغاريت.
يعتقد الباحثون بأن سوبارتو كان كياناً سياسيا تحت تأثير الحوريين شمال بلاد الرافدين في أعالي نهر دجلة. إلا أن موقع المدينة الجغرافي لا يزال غير معروف. بالنسبة للأكديين كانت سوبارتو تمثل الأفق الشمالي، مثلما كانت كل من مارتو وعيلام وسومر تمثل الأفق الغربي والشرقي الجنوبي على التوالي. كما يعتقد معظم الباحثين أن المنطقة كانت تقع ضمن حدود الدولة الآشورية قبل توسعها. كما أن هناك آراء أخرى تجعلها تقع شمال أو شرق أو غرب بلاد آشور.

## ذكرها
ذكرت أسطورة إنمركار والملك أراتا سوبارتو ضمن مجموعة من البلدان التي لقبتها ب-«بلدان الألسنة المتبللة». بما يتبين من النصوص الأكدية فإن سوبارتو كانت منطقة جبلية ريفية كانت غالبا ما تغزى ويستعبد من يقبض عليه. كما تم ذكر المنطقة على أنها إحدى ولايات مملكة لوجل-أني-مندو ملك أدب. كما قام سرجون الأكدي بحملة ضدها، وذكرها نرام-سين ضمن مناطق ال-أرمني (الأرمن) الخاضعة له. ذكر كل من حمورابي وإشبي-إرا ملك إيسن انتصاراتهم عليها. أصبحت اللفظة في فترة الأمبراطورية البابلية الثانية مقترنة بآشور، حيث ذكرت ضمن المناطق التي كانت تعدي البابليين.